# Kirk Hammett
Kirk Lee Hammett  (San Francisco, Kalifornija, 18. studenoga 1962.) je glavni gitarist thrash metal sastava Metallica od 1983. godine. Prije nego što se pridružio Metallici osnovao je grupu Exodus.

## Životopis
Godine 2003. magazin Rolling Stone ga je uvrstio na 11. mjesto najboljih gitarista svih vremena.

## Vanjske poveznice

### Ostali projekti
|  | Zajednički poslužitelj ima još gradiva o temi Kirk Hammett |